# 管弦楽のための舞踊組曲
『管弦楽のための舞踊組曲』 (かんげんがくのためのぶようくみきょく、英: Dance suite for orchestra) は、日本の作曲家、小倉朗が1953年に作曲した管弦楽曲である。なお福田洋介により吹奏楽用に編曲された作品は、タイトルが『舞踏組曲』となっている。

## 作曲の経緯
小倉朗は1949年に『交響曲ヘ長調』を書き、それは1951年に初演されたが、この曲を最後に古典模写時代に終止符を打ち、作品は破棄された。西欧の古典一辺倒に限界を感じた小倉は、新たに接したシェーンベルクやバルトークの音楽に解決の糸口を見出した。その後舞踊家藤枝初実の依頼でソロピアノ用の舞踊組曲を作曲し、それをきっかけに1953年春、2台ピアノのための『舞踊組曲』の作曲を始める。そして秋から冬にかけオーケストレーションを行い、管弦楽曲が出来上がった。

## 編成
フルート2（1番はピッコロ持ち替え）、オーボエ2、クラリネット2、ファゴット2、ホルン3、トランペット3、トロンボーン3、ティンパニ、トライアングル、シンバル (シンバル2と吊るしシンバル)、小太鼓2、中太鼓、大太鼓、タムタム、チェレスタ、ハープ、ピアノ、弦楽5部

## 楽曲構成
4楽章構成。演奏時間は約16分。

### 第1楽章 アレグロ (アンダンテ)
リズミックなアレグロと抒情的なアンダンテが交代で表われ進んでいく。

### 第2楽章 アレグロ・リトミーコ
ホ短調が主体と考えられる活発なアレグロの楽章。

### 第3楽章 アンダンテ
イ長調が主体の対位法的書法の楽章。

### 第4楽章 アレグロ・レジェロ
ホ短調が主体のアレグロ。

## 初演
作品は1954年1月14日に東京・日比谷公会堂で開催された東京交響楽団第59回定期演奏会において、森正の指揮により初演された。

## 楽譜
管弦楽版のスコアは音楽之友社より市販されており、演奏譜は同社よりレンタルされている。また2台ピアノ用の楽譜はカワイ楽譜から、福田洋介による吹奏楽用の楽譜はティーダ出版から出版されている。

## 録音
- 『日本の交響作品展：芥川也寸志の世界-4』FOCD-3246（1989年）芥川也寸志指揮、新交響楽団